# سفر برای وطن
«خانهٔ خوبان» یا «سفر برای وطن» ترانه‌ای با صدای محمد نوری و شعری از نادر ابراهیمی است. این ترانه را پری زنگنه نیز اجرا کرده است.

## ساخت
این ترانه ابتدا به‌عنوان تیتراژ یا متن مجموعهٔ سفرهای دور و دراز هامی و کامی در وطن ساخته شد. فریدون شهبازیان، آهنگساز و تنظیم‌کنندهٔ این اثر می‌گوید:
برای این سریال مرحوم نادر ابراهیمی دو شعر زیبا گفته بودند که یکی «سفر برای وطن» و دیگری «ای وطن» بود که هر دو را محمد نوری خوانده است. ایشان از من خواستند که برای این سریال بر اساس این دو شعر موسیقی بنویسم و اجرا کنیم. ابراهیمی خودش همراه با شعرهایش ملودی‌هایی را به صورت ذوقی و قریحه‌ای زمزمه می‌کرد که البته به دلیل اینکه ایشان موزیسین نبودند، اشکال فراوان داشت اما به هر صورت هم شعر و هم ارتباط ملودی و شعری که ایشان زمزمه و به آن فکر می‌کردند زیبا بود. بر این اساس من ۲ کار در مجموعه موسیقی این سریال نوشتم.
کیومرث پوراحمد دربارهٔ این ترانه می‌گوید:
قاعدتاً باید از گل کردن تصنیف «نازنین مریم» بوده باشد که نسل ما دوستدار محمد نوری شد. برای من پس از دوست داشتن، شیفتگی آمد که از یک تصنیف میهنی شروع شد [...] نادر ابراهیمی شعری سروده بود برای عنوان‌بندی سریالش با ملودی که خودش ساخته بود و آن را به فریدون شهبازیان سپرد تا تنظیم کند و محمد نوری (که انتخاب خود نادر ابراهیمی بود) آن را بخواند [...] شعر نادر ابراهیمی [...] همین تصنیفی است که اینک همهٔ شاگردان و دوستداران نوری به هر بهانه‌ای آن را دم می‌گیرند و می‌خوانند.